# ریهی سوزوکی
ریهی سوزوکی (ژاپنی: 鈴木 良平؛ زادهٔ ۱۲ ژوئن ۱۹۴۹) فوتبالیست پیشین و مربی فوتبال اهل ژاپن است.
ریهی سوزوکی در تیم‌هایی همچون تیم ملی فوتبال زنان ژاپن مربی‌گری کرده‌است.